# 300-309
De jaren 300-309 (van de christelijke jaartelling) zijn een decennium in de 4e eeuw.

## Belangrijke gebeurtenissen
- 301 : Traditionele datum voor de stichting van San Marino, dat daarmee het oudste nog bestaande land van Europa is.
- 301 : Tiridates IV van Armenië verklaart het christendom tot staatsgodsdienst. Armenië wordt daarmee het eerste christelijke land.
- 302 : Keizer Diocletianus verbiedt het Manicheïsme, een Perzische godsdienst.
- 303 : Onder druk van Galerius verbiedt Diocletianus het christendom. De jaren van 303 tot 310 vormen de laatste maar ook zwaarste periode van christenvervolgingen in het Romeinse Rijk.
- 304 : In China komt de eenheid onder de Jindynastie tot een einde met de stichting van Han Zhao en Cheng Han, de eerste van de Zestien Koninkrijken.
- 305 : Keizer Diocletianus treedt af, en beweegt zijn medekeizer Maximianus ertoe hetzelfde te doen. Galerius en Constantius Chlorus promoveren van caesar tot augustus, en Severus II en Maximinus II als nieuws caesars.
- 306 : Als Constantius sterft, vervalt het rijk in een burgeroorlog. Galerius benoemt eerst Severus, dan Licinius tot augustus, met Constantijn als caesar, maar in Rome grijpt Maxentius de macht, terwijl ook Constantijn door zijn troepen tot keizer wordt uitgeroepen.
- 308 : De keizersconferentie van Carnuntum. Diocletianus, Maximianus en Galerius bevestigen Galerius' keuze voor Licinius, maar Maxentius blijft weigeren zijn claim op te geven.
- 309 : Ook Domitius Alexander wordt door zijn troepen tot keizer uitgeroepen, maar door Maxentius verslagen.

## Kunst en cultuur
- Het jaar 300 wordt door sommige beschouwd als het begin van een nieuw tijdperk : de Late oudheid.
- In Meso-Amerika begint de Klassieke periode.

## Heersers

### Romeinse Rijk
- augustus (oosten): Diocletianus (284-305), Galerius (305-311)
- augustus (westen): Maximianus (286-305), Constantius I Chlorus (305-306), Severus II (306-307), Licinius (308-313)
- caesar (oosten): Galerius (293-305), Maximinus II (305-310)
- caesar (westen): Constantius I Chlorus (293-305), Severus II (305-306), Constantijn de Grote (306-313)
- tegenkeizer: Maxentius (306-312), Domitius Alexander (308-309)

### Azië
- Armenië: Tiridates III (298-330)
- China (Jin-dynastie): Jin Huidi (290-307), Jin Huaidi (307-311)
- Perzië (Sassaniden): Narses (293-302), Hormazd II (302-309), Shapur II (309-379)

### Religie
- paus: Marcellinus (296-304), Marcellus I (308-309), Eusebius (309-310)
- patriarch van Alexandrië: Theonas (282-300), Petrus I (300-311)
- patriarch van Antiochië: Cyrillus (298-303), Tyrannion (304-314)

<< · 300 · 301 · 302 · 303 · 304 · 305 · 306 · 307 · 308 · 309 · >>
<< · 300-309 · 310-319 · 320-329 · 330-339 · 340-349 · 350-359 · 360-369 · 370-379 · 380-389 · 390-399 · >>